# Robert Cash
Robert Cash (* 7. März 2001) ist ein US-amerikanischer Tennisspieler.

## Karriere
2018 war Cash U18-Sieger des Staates Ohio und wurde die Nummer 1 der Doppelrangliste in den USA. Zweimal gewann er die U16-Meisterschaften im Doppel, einmal die U18-Meisterschaften. Auf der ITF Junior Tour trat er nur sehr selten in Erscheinung. Sein einziges großes Turnier spielte er mit Cannon Kingsley bei den US Open, wo sie zum Auftakt ausschieden.
2019 begann Cash ein Studium an der Ohio State University, wo er auch College Tennis spielte. In den Jahren 2020 und 2022 wurde er dort zum All-American im Doppel gewählt. 2024 wird er seinen Abschluss machen. Profiturniere spielte Cash eher selten während des Studiums und meistens bei Veranstaltungen an und um seine Hochschule herum. Auf der drittklassigen ITF Future Tour erreicht er zwei Endspiele im Doppel, von denen er eines gewann und ein Halbfinale im Einzel – allesamt in Columbus. Bei den Challenger-Turnieren in Columbus in den Jahren 2022 und 2023 war er auch jeweils erfolgreich. 2022 erreichte er das Halbfinale, während er 2023 mit James Trotter zusammen den Titel gewann. Dadurch stieg er in der Weltrangliste bis auf Platz 534.

## Erfolge
| Legende (Anzahl der Siege) |
| Grand Slam                 |
| ATP Finals                 |
| ATP Tour Masters 1000      |
| ATP Tour 500               |
| ATP Tour 250 (1)           |
| ATP Challenger Tour (8)    |

| ATP-Titel nach Belag |
| -------------------- |
| Hartplatz (1)        |
| Sand (0)             |
| Rasen (0)            |

### Doppel

#### Turniersiege

##### ATP Tour
| Nr. | Datum         | Turnier   | Belag     | Partner  | Finalgegner                      | Ergebnis  |
| --- | ------------- | --------- | --------- | -------- | -------------------------------- | --------- |
| 1.  | 20. Juli 2025 | Los Cabos | Hartplatz | JJ Tracy | Blake Bayldon Tristan Schoolkate | 7:64, 6:4 |

##### ATP Challenger Tour
| Nr. | Datum              | Turnier         | Belag         | Partner       | Finalgegner                                | Ergebnis          |
| --- | ------------------ | --------------- | ------------- | ------------- | ------------------------------------------ | ----------------- |
| 1.  | 23. September 2023 | Columbus        | Hartplatz (i) | James Trotter | Guido Andreozzi Hans Hach Verdugo          | 6:4, 2:6, [10:7]  |
| 2.  | 10. August 2024    | Lincoln         | Hartplatz     | JJ Tracy      | Ariel Behar Luke Johnson                   | 7:66, 6:3         |
| 3.  | 2. November 2024   | Charlottesville | Hartplatz (i) | JJ Tracy      | Chris Rodesch William Woodall              | 4:6, 7:67, [10:7] |
| 4.  | 16. November 2024  | Drummondville   | Hartplatz (i) | JJ Tracy      | Liam Draxl Cleeve Harper                   | 6:2, 6:4          |
| 5.  | 1. Februar 2025    | Cleveland       | Hartplatz (i) | JJ Tracy      | Juan Carlos Aguilar Filip Pieczonka        | 7:64, 6:1         |
| 6.  | 12. April 2025     | Sarasota        | Sand          | JJ Tracy      | Federico Agustín Gómez Luis David Martínez | 6:4, 7:63         |
| 7.  | 4. Mai 2025        | Aix-en-Provence | Sand          | JJ Tracy      | Théo Arribagé Hugo Nys                     | 7:5, 7:65         |
| 8.  | 13. Juli 2025      | Newport         | Rasen         | JJ Tracy      | Hans Hach Verdugo Cristian Rodríguez       | 7:63, 6:3         |

#### Finalteilnahmen
| Nr. | Datum         | Turnier | Belag | Partner  | Finalgegner                 | Ergebnis |
| --- | ------------- | ------- | ----- | -------- | --------------------------- | -------- |
| 1.  | 21. Juli 2024 | Newport | Rasen | JJ Tracy | André Göransson Sem Verbeek | 3:6, 4:6 |